# Paraduba metriodes
Paraduba metriodes is een vlinder uit de familie van de Lycaenidae. De wetenschappelijke naam van de soort is, als Nacaduba metriodes, voor het eerst geldig gepubliceerd in 1911 door George Thomas Bethune-Baker.

## Type
Het holotype is een mannetje met een spanwijdte van 28 millimeter. Het werd verzameld door Pratt in "Dinawa, B. New Guinea, 4000 feet" en werd door de auteur in zijn collectie opgenomen.